# Wir beide (Lied)
Wir beide ist ein Lied der deutschen Band Juli. Es erschien im Oktober 2006 auf ihrem zweiten Album Ein neuer Tag und wurde im Dezember 2006 als Single ausgekoppelt.

## Entstehung
Wie alle Songs des Albums wurde Wir beide im Mohrmann-Studio in Bochum aufgenommen, wo die Band von November 2005 bis Juli 2006 an dem Album arbeitete. Die Entstehung dieses Liedes wird dabei exemplarisch für die Arbeitsweise der Band Juli im offiziellen Making-of, das auf der Deluxe-Edition des Albums veröffentlicht wurde, festgehalten: Demnach spielte Gitarrist Jonas Pfetzing zunächst Sängerin Eva Briegel eine Rohfassung der Melodie vor, woraufhin diese bis zum nächsten Tag die erste Fassung eines Songtexts schrieb.

## Veröffentlichung
Wir beide erschien am 13. Oktober 2006 auf dem Album Ein neuer Tag. Am 15. Dezember 2006 wurde es als zweite Singleauskopplung aus dem Album veröffentlicht. Die Band stellte das Lied unter anderem am 7. Dezember bei der Verleihung der Eins Live Krone, bei der sie die Auszeichnung in der Kategorie Beste Band erhielt, und am 15. Dezember beim Qualifying zum Großen TV total Parallelslalom vor.
Die Single Wir beide erschien als Standardversion im Digipack sowie als 2-Track-Version. Das Lied Boxer, das bereits seit der Anfangszeit zum Repertoire von Juli gehörte, wurde dabei zum ersten Mal auf einem Tonträger veröffentlicht:
Standard-Version
1. Wir beide (Album Version) – 3:00
2. Wir beide (Proberaum Version) – 3:01
3. Wer von euch (J.U.L.I Remix) – 4:43
4. Boxer – 3:16

2-Track-Version
1. Wir beide (Album Version) – 3:00
2. Wir beide (Proberaum Version) – 3:01

Bei iTunes wurde mit dem Finger & Kadel’s Raw-Like-G-Town-Remix (7:47) ein weiterer offizieller Remix des Liedes angeboten.

## Musikvideo
Das offizielle Musikvideo zu Wir beide wurde unter der Regie von Bernd Possardt und Jeff Lisk sowie mit Kameramann Felix Storp gedreht. Es zeigt die Band auf einer kleinen Bühne. Ein Mädchen betrachtet die Musiker durch ein Kaleidoskop. Die Bühne erscheint nun zweigeteilt; auf der vom Betrachter aus rechten Seite spielt die echte Band Juli, auf der linken Seite andere Musiker in ähnlicher Kleidung. Gegen Ende des Videos rennt Eva Briegel kurz auf die andere Hälfte der Bühne, um der Sängerin der Gegenseite (gespielt von der damaligen Schauspielschülerin Elisa Thiemann) kurz den Kopf zu knuffen. Zwischen den Szenen auf der Bühne sieht man Kinder und Erwachsene, die allein oder mit ihren Freunden vor einer Fotoleinwand posieren.

## Mitwirkende
| Liedproduktion - Eva Briegel: Gesang - Andreas „Dedi“ Herde: Bass - Jonas Pfetzing: Gitarre - Simon Triebel: Gitarre - Marcel Römer: Schlagzeug - Dave Anderson: Klavier, Keyboard - Roland Peil: Percussion - Paulo Pereira: Tenorsaxophon - Sebastian John: Posaune - Jan-Peter Klöpfel, Philipp Kacza: Trompete - Peter Hinderthür: Arrangement - Olaf Opal: Produktion - Oli Zülch: Engineering - Greg Calbi: Mastering - Peter „Jem“ Seifert: Abmischung | Artwork - Sven Sindt: Bandfotos Unternehmen - Universal Music Domestic Division: Musiklabel - Island Records: Musiklabel - EMI Music Publishing: Musikverlag - Miraphon Management: Künstlermanagement - Mohrmann-Studio, Bochum: Tonstudio - Hort: Artwork |

## Charts und Chartplatzierungen
In den deutschen Charts stieg das Lied am 29. Dezember 2006 auf Platz 23 ein, was zugleich die Höchstposition darstellte, und konnte sich 10 Wochen lang bis Anfang März 2007 in den Charts halten. In Österreich stieg das Lied am 5. Januar 2007 in die Charts ein und konnte sich dort ebenfalls 10 Wochen halten, wobei Platz 55 die Höchstposition blieb. In der Schweiz erreichte das Lied keine Chartsnotierung.
| ChartsChartplatzierungen | Höchstplatzierung | Wochen |
| ------------------------ | ----------------- | ------ |
| Deutschland (GfK)        | 23 (10 Wo.)       | 10     |
| Österreich (Ö3)          | 55 (10 Wo.)       | 10     |

## Coverversion
In der elften Staffel von Sing meinen Song – Das Tauschkonzert, an der Eva Briegel teilnahm, wurde das Lied im Jahr 2024 von Emilio interpretiert. Briegel kürte seine Version anschließend zum „Song des Abends“.